# Mustafa Sarp
Mustafa Sarp est un footballeur turc, né le 5 novembre 1980 à Bakirköy dans la banlieue d'Istanbul. Il évolue au poste de milieu défensif.

## Biographie
Le 30 juillet 1999, il signe un contrat professionnel avec le club de Gaziosmanpaşaspor qui évolue en Lig B.
Le 10 octobre 1999, il marque son premier but sous les couleurs de Gaziosmanpaşaspor contre Ankaraspor.
Le 22 juillet 2002, il signe pour le club de Mersin Idman Yurdu qui évolue en Lig A. Le 31 août 2002, il marque son premier but sous les couleurs de Mersin Idman Yurdu contre Sivasspor.
Le 6 juillet 2004, il signe pour le club de Ankaraspor qui évolue en Süperlig.
Le 5 novembre 2005, le jour de son anniversaire, il marque son tout premier but en Süperlig contre Gaziantepspor.
Le 7 août 2006, il est transféré au club de Kayseri Erciyesspor qui évolue en Süperlig.
Le 29 octobre 2006, il marque son premier but sous les couleurs de Kayseri Erciyesspor contre Ankaragücü.
Le 9 mai 2007, il joue la finale de la Coupe de Turquie contre Beşiktaş JK, mais il perd le match sur un score de 0-1.
Le 18 juillet 2007, il est transféré au club de Bursaspor qui évolue en Süperlig. Le 6 octobre 2007, il marque son premier but sous les couleurs de Bursaspor contre Hacettepespor.
Le 9 juin 2009, il signe pour le club de Galatasaray SK. Le 23 juillet 2009, il marque son premier but sous les couleurs de Galatasaray SK en Ligue Europa 2009-2010 contre le FC Tobol Kostanay.
Fatih Terim entraîneur de l'équipe national turque convoque pour la première fois Mustafa Sarp pour les matches de Bosnie et Estonie en septembre 2009.

## Palmarès
- Finaliste de la Coupe de Turquie en 2007 avec Erciyesspor

## Statistiques détaillées
Dernière mise à jour le 18/05/2010.
| Saison    | Club                | Total  | Total | Championnat | Championnat | Championnat | Coupe d'Europe | Coupe d'Europe | Coupe d'Europe | Coupes Nationales | Coupes Nationales |
| Saison    | Club                | Matchs | Buts  | Division    | Matchs      | Buts        | Type           | Matchs         | Buts           |                   |                   |
| Saison    | Club                | Matchs | Buts  | Division    | Matchs      | Buts        | Type           | Matchs         | Buts           | Matchs            | Buts              |
| --------- | ------------------- | ------ | ----- | ----------- | ----------- | ----------- | -------------- | -------------- | -------------- | ----------------- | ----------------- |
| 1999-2000 | Gaziosmanpaşaspor   | 29     | 6     | Lig B       | 28          | 6           | -              | -              | -              | 1                 | -                 |
| 2000-2001 | Gaziosmanpaşaspor   | 33     | 1     | Lig B       | 31          | 1           | -              | -              | -              | 2                 | -                 |
| 2001-2002 | Gaziosmanpaşaspor   | 31     | 9     | Lig B       | 30          | 9           | -              | -              | -              | 1                 | -                 |
| 2002-2003 | Mersin Idman Yurdu  | 31     | 2     | Lig A       | 31          | 2           | -              | -              | -              | -                 | -                 |
| 2003-2004 | Mersin Idman Yurdu  | 30     | 2     | Lig A       | 28          | 1           | -              | -              | -              | 2                 | 1                 |
| 2004-2005 | Ankaraspor          | 27     | 0     | Süperlig    | 25          | -           | -              | -              | -              | 2                 | -                 |
| 2005-2006 | Ankaraspor          | 25     | 2     | Süperlig    | 24          | 2           | -              | -              | -              | 1                 | -                 |
| 2006-2007 | Kayseri Erciyesspor | 36     | 2     | Süperlig    | 26          | 2           | -              | -              | -              | 10                | -                 |
| 2007-2008 | Bursaspor           | 32     | 4     | Süperlig    | 29          | 4           | -              | -              | -              | 3                 | -                 |
| 2008-2009 | Bursaspor           | 32     | 4     | Süperlig    | 27          | 4           | -              | -              | -              | 5                 | -                 |
| 2009-2010 | Galatasaray SK      | 49     | 4     | Süperlig    | 30          | 3           | C3             | 13             | 1              | 6                 | -                 |